# Abdullah Sidki Riđanović
Hadži Abdullah Sidki-efendija Riđanović (1844 Mostar Osmanská říše – 27. dubna 1917 Mostar, Bosna a Hercegovina), někdy uváděn jako Ridžanović, byl bosenskohercegovský islámský duchovní bosňáckého původu.

## Životopis
Narodil se do rodiny obchodníka hadži Derviše, ten však zemřel, když byl Abdullah ještě dítě. V pěti letech proto matka malého Abdullaha dala na výchování k Fatimě Tolićak, manželce místního učitele. V sedmi letech chlapec začal navštěvovat mekteb, muslimskou základní školu, který vedl Salih-efendija Semić. Někdy kolem roku 1857 začal navštěvovat přednášky nově jmenovaného mostarského muftího Mustafy Sidki-efendiji Karabega (1832–1878). Když bosenský paša Derviš Ibrahim-paša Lovčanin islámského roku 1291 (1874/1875) Karabega poslal služebně do Istanbulu, muftí vzal s sebou i Riđanoviće. Během této cesty oba vykonvali pouť do Mekky. Na zpáteční cestě rovněž navštívili islámskou univerzitu al-Azhar v Egyptě. Po návratu do Mostaru Abdullah začal přednášet v místní medrese Mehmeda Koskiho, vyšší islámské škole. Když byl roku 1876 ustaven osmanský parlament, muftí Karabeg se stal jeho členem. Během tříměsíčního pobytu v osmanské metropoli mu opětovně dělal společnost Riđanović.
Krátce před záborem Bosny a Hercegoviny rakousko-uherskou armádou v létě 1878 Karabeg nepodpořil vznikající ozbrojený odpor, načež byl městskou chátrou společně s několika dalšími významnými osobnostmi zabit. Riđanović sdílel muftího smířlivé postoje, a když byla Zemskou vládou roku 1883 založena Zemská vakufská komise, spravující majetek islámských nadací, sám zasedl v její mostarské pobočce. Když se roku 1899 v Mostaru zformovalo hnutí muslimů za náboženskou a školskou samosprávu, které vedl muftí Ali Fehmi-efendija Džabić, Riđanović jeho požadavky odmítl a plně se přiklonil na stranu okupačního režimu. Za tento svůj přístup byl odměněn stolicí mostarského muftího, neboť Džabić byl roku 1900 nedobrovolně zbaven úřadu. Následující léta duchovní musel čelit bojkotu ze strany autonomistů, kteří v něm viděli zrádce a přisluhovače habsburské moci.
Roku 1910, kdy byl v Bosně a Hercegovině ustaven zemský sněm a proběhly první volby, Riđanović získal místo poslance coby virilní člen. Ve sněmovně zasedal až do jejího rozpuštění roku 1915.
Riđanović získal Řád železné koruny III. třídy (odznak na prsou).
Jeho bratrem byl háfiz Muhamed Emin-ef. (1850–1927), muderris v medrese Mehmeda Koskiho.